# Philippe Matile

Philippe Matile (ca. 1980)

Philippe Matile (* 20. Januar 1932 in Winkeln (St. Gallen); † 29. Oktober 2011; heimatberechtigt in La Sagne) war ein Schweizer Botaniker und Hochschullehrer.

## Leben
Philippe Matile war der Sohn des Kaufmanns Charles und der Frieda, geborene Haag. 1956 heiratete er Christine Lutz, Tochter des Jakob Lutz. Er studierte an der ETH Zürich Naturwissenschaften und promovierte in Allgemeiner Botanik.
Matile forschte zur Zell-Kompartimentierung (Vakuolen, Lysosomen), Seneszenz und zum Tod in der Entwicklung  der Pflanzen, Biochemie des Chlorophyllabbaus, Kompartimentierung von toxischen Metaboliten sowie zur Rhythmik der Duftemission von Blüten.
Er veröffentlichte über 200 Publikationen, darunter The Lytic Compartment of Plant Cells (1975). Im Jahre 1973 war er Initiator und Mitbegründer der Schweizer Stiftung zur Förderung des biologischen Landbaus und des Forschungsinstituts für biologischen Landbau (FiBL).

## Werdegang
Von 1950 bis 1956 studierte er an der ETH Zürich Naturwissenschaften und erlangte 1956 den Doktortitel (Dr. sc. nat., Doktor der Naturwissenschaften) in Allgemeiner Botanik. Anschliessend war er bis 1959 als Lehrer an der Schweizer Schule in Florenz tätig und weitere drei Jahre als Leiter des Laboratoriums für Pflanzenphysiologie am Institut für Allgemeine Botanik der ETH Zürich, wo er 1962 habilitierte. Von 1962 bis 1963 arbeitete er am Rockefeller Institut in New York. 1963 war er als Assistenzprofessor für Pflanzenphysiologie, 1967 als ausserordentlicher Professor und 1970 als ordentlicher Professor für Allgemeine Botanik an der ETH Zürich tätig. Von 1985 bis 1998 war er zudem ordentlicher Professor an der Universität Zürich am Institut für Pflanzenbiologie.

## Ehrungen
1977 wurde er als Mitglied in der Sektion Organismische und Evolutionäre Biologie in die Deutsche Akademie der Naturforscher Leopoldina aufgenommen. 1989 wurde er zum ordentlichen Mitglied der Academia Europaea gewählt.